# NC Benfica
NC Benfica, (voluit: Núcleo de Corfebol de Benfica) is een Portugese korfbalclub. De club is meerdere malen Portugees kampioen geworden.

## Erelijst
- Portugees kampioen, 13x (2000, 2002, 2004, 2005, 2007, 2011, 2012, 2013, 2014, 2021, 2022, 2024, 2025)
- IKF Europa Shield kampioen, 1x (2010)

## Europees
Benfica deed meerdere malen mee aan de Europacup, het internationale teamtoernooi met landskampioenen. Zij werden 5x derde in deze competitie (2005, 2013, 2014, 2015 en 2016)